# 영도구청장
영도구청장은 부산광역시 영도구의 구청장이다.

## 관선 영도구청장(1957~1995)
| 대수 | 이름   | 임기                               | 비고                                 |
| ---- | ------ | ---------------------------------- | ------------------------------------ |
| 1    | 천완희 | 1957년 1월 1일 ~ 1959년 4월 29일   | 경상남도 부산시 관선 초대 영도구청장 |
| 2    | 이시현 | 1959년 4월 30일 ~ 1960년 5월 27일  |                                      |
| 3    | 허종린 | 1960년 5월 28일 ~ 1961년 5월 13일  |                                      |
| 4    | 손무용 | 1961년 5월 14일 ~ 1961년 6월 23일  | ※ 4대 영도구청장                     |
| 5    | 이병규 | 1961년 6월 24일 ~ 1962년 1월 25일  |                                      |
| 6    | 배석권 | 1961년 6월 26일 ~ 1962년 12월 31일 |                                      |
| 7    | 김병준 | 1963년 1월 1일 ~ 1964년 2월 1일    |                                      |
| 8    | 탁한관 | 1964년 2월 2일 ~ 1964년 4월 8일    |                                      |
| 9    | 양형모 | 1964년 5월 11일 ~ 1965년 4월 1일   |                                      |
| 10   | 옥성선 | 1965년 4월 2일 ~ 1968년 4월 30일   | 직무 대리                            |
| 11   | 이진섭 | 1965년 5월 1일 ~ 1968년 4월 29일   |                                      |
| 12   | 박봉희 | 1968년 5월 1일 ~ 1969년 4월 29일   |                                      |
| 13   | 강태홍 | 1970년 3월 3일 ~ 1971년 8월 21일   |                                      |
| 14   | 서봉인 | 1971년 8월 22일 ~ 1972년 3월 21일  |                                      |
| 15   | 송상기 | 1972년 3월 22일 ~ 1973년 12월 31일 |                                      |
| 16   | 성호덕 | 1974년 1월 1일 ~ 1975년 7월 5일    |                                      |
| 17   | 박영규 | 1975년 7월 6일 ~ 1976년 4월 8일    | 경상남도 부산시 마지막 영도구청장    |
| 18   | 우일현 | 1976년 4월 9일 ~ 1977년 4월 25일   | 부산직할시 초대 영도구청장           |
| 19   | 김한준 | 1977년 4월 26일 ~ 1978년 4월 24일  | ※ 19대 중구청장                      |
| 20   | 황태국 | 1978년 4월 26일 ~ 1978년 8월 2일   |                                      |
| 21   | 송인섭 | 1978년 8월 3일 ~ 1980년 3월 12일   |                                      |
| 22   | 황길태 | 1980년 3월 13일 ~ 1980년 8월 18일  |                                      |
| 23   | 김영환 | 1980년 8월 19일 ~ 1982년 1월 20일  |                                      |
| 24   | 고정환 | 1982년 1월 21일 ~ 1983년 12월 20일 |                                      |
| 25   | 서동진 | 1983년 12월 21일 ~ 1986년 3월 8일  |                                      |
| 26   | 이영택 | 1986년 3월 9일 ~ 1988년 6월 15일   |                                      |
| 27   | 황태국 | 1988년 6월 16일 ~ 1989년 11월 20일 | ※ 20대 영도구청장                    |
| 28   | 임종택 | 1989년 11월 21일 ~ 1991년 1월 12일 |                                      |
| 29   | 권경석 | 1991년 1월 13일 ~ 1992년 11월 19일 |                                      |
| 30   | 이태수 | 1992년 11월 20일 ~ 1994년 1월 2일  |                                      |
| 31   | 김종진 | 1994년 1월 3일 ~ 1994년 12월 22일  |                                      |
| 32   | 허남식 | 1994년 12월 23일 ~ 1995년 6월 30일 | 관선 마지막 부산광역시 영도구청장    |

## 민선 영도구청장(1995~)
| 대수     | 이름   | 임기                           | 비고  |
| -------- | ------ | ------------------------------ | ----- |
| 33·34·35 | 박대석 | 1995년 7월 1일~2006년 6월 30일 | [ 1 ] |
| 36·37·38 | 어윤태 | 2006년 7월 1일~2018년 6월 30일 | [ 2 ] |
| 39       | 김철훈 | 2018년 7월 1일~2022년 6월 30일 | [ 3 ] |
| 40       | 김기재 | 2022년 7월 1일~                |       |

## 같이 보기
- 부산 영도구의 국회의원
- 영도구청장 선거